# Liste de langues par nombre total de locuteurs
La liste de langues par nombre total de locuteurs donne le nombre total de personnes aptes à « parler et produire des énoncés dans chacune des langues ».

## Estimations
L'estimation du nombre total de locuteurs d'une langue est difficile à définir, de manière précise, pour différentes raisons :
- pour chaque personne, il existe la première langue et éventuellement une ou plusieurs secondes langues, donc le nombre de locuteurs peut être supérieur au nombre de personnes ;
- certains pays ont plusieurs langues officielles mais le bilinguisme n'est pas systématique, donc un pays bilingue n'a pas autant de locuteurs dans ses deux langues ;
- tous les pays n'ont pas la totalité de leurs habitants parlant la langue officielle, leur répartition dépendant de nombreux paramètres (âge, éducation, culture, etc.) ;
- tous les citoyens originaires d'un pays n'y habitent pas forcément de manière permanente, et peuvent n'utiliser que peu (voire pas) leur langue natale.

De manière sûre, certaines langues sont systématiquement mises en tête de liste (les dix plus parlées) :
- par le nombre de pays (anciennes colonies, le plus souvent) : anglais, français, arabe, espagnol, portugais ;
- par la population du pays : mandarin, hindi, russe, bengali, indonésien.

Pour chaque langue les trois chiffres généralement présentés sont respectivement le nombre de personnes l'utilisant comme première langue (langue natale ou langue maternelle), le nombre de personnes l'utilisant comme seconde langue, et le total des deux (une même personne ne pouvant pas avoir une même première et seconde langue). Le premier chiffre est le moins approximatif (le classement correspondant est donné dans la liste des langues par nombre de locuteurs natifs), le deuxième reste actuellement incertain : le classement exact des langues par leur nombre total de locuteurs ne peut être fixe.
Différentes listes existent (voir la section Liens externes), fournissant des résultats dépendant de leurs caractéristiques.
Enfin, un classement serré perd une partie de sa pertinence lorsque les marges d'erreur entre candidats se recoupent (voir Docimologie)

## Classement des principales langues selon leur nombre de locuteurs

### Selon le siteEthnologue
| Rang | Langue                 | Famille                          | Langue maternelle | Rang L1 | Langue seconde | Rang L2 | Total          |
| ---- | ---------------------- | -------------------------------- | ----------------- | ------- | -------------- | ------- | -------------- |
| 1    | Anglais                | Indo-européenne                  | 372,9 millions    | 3       | 1 080 millions | 1       | 1,452 milliard |
| 2    | Mandarin               | Sino-tibétaine                   | 929,0 millions    | 1       | 198,7 millions | 4       | 1,118 milliard |
| 3    | Hindi                  | Indo-européenne                  | 343,9 millions    | 4       | 258,3 millions | 3       | 602,2 millions |
| 4    | Espagnol               | Indo-européenne                  | 474,7 millions    | 2       | 73,6 millions  | 10      | 548,3 millions |
| 5    | Français               | Indo-européenne                  | 79,9 millions     | 15      | 194,2 millions | 5       | 274,1 millions |
| 6    | Arabe standard moderne | Chamito-sémitique                | -                 | -       | 274,0 millions | 2       | 274,0 millions |
| 7    | Bengali                | Indo-européenne                  | 233,7 millions    | 5       | 39,0 millions  | 15      | 272,7 millions |
| 8    | Russe                  | Indo-européenne                  | 154,0 millions    | 7       | 104,1 millions | 9       | 258,2 millions |
| 9    | Portugais              | Indo-européenne                  | 232,4 millions    | 6       | 25,2 millions  | 17      | 257,7 millions |
| 10   | Ourdou                 | Indo-européenne                  | 70,2 millions     | 18      | 161,0 millions | 6       | 231,3 millions |
| 11   | Indonésien             | Austronésienne                   | 43,6 millions     | 28      | 155,4 millions | 7       | 199,0 millions |
| 12   | Allemand standard      | Indo-européenne                  | 75,6 millions     | 17      | 59,1 millions  | 11      | 134,6 millions |
| 13   | Japonais               | Japonique                        | 125,3 millions    | 9       | 0,1 million    | 40      | 125,4 millions |
| 14   | Pidgin nigérian        | Créoles à base lexicale anglaise | 4,7 millions      | 39      | 116,0 millions | 8       | 120,7 millions |
| 15   | Marathi                | Indo-européenne                  | 83,1 millions     | 11      | 16,0 millions  | 21      | 99,1 millions  |
| 16   | Télougou               | Dravidienne                      | 82,7 millions     | 12      | 13,0 millions  | 23      | 95,7 millions  |
| 17   | Turc                   | Turcique                         | 82,2 millions     | 13      | 5,9 millions   | 27      | 88,1 millions  |
| 18   | Tamoul                 | Dravidienne                      | 78,4 millions     | 16      | 8,0 millions   | 26      | 86,1 millions  |
| 19   | Cantonais              | Sino-tibétaine                   | 85,2 millions     | 9       | 0,4 million    | 36      | 85,6 millions  |
| 20   | Vietnamien             | Austroasiatique                  | 84,6 millions     | 10      | 0,7 million    | 34      | 85,3 millions  |
| 21   | Tagalog                | Austronésienne                   | 28,2 millions     | 35      | 54,2 millions  | 13      | 82,3 millions  |
| 22   | Wu                     | Sino-tibétaine                   | 81,7 millions     | 14      | 0,1 million    | 39      | 81,8 millions  |
| 23   | Coréen                 | Coréanique                       | -                 | -       | -              | -       | 81,7 millions  |
| 24   | Persan                 | Indo-européenne                  | 56,4 millions     | 21      | 21,0 millions  | 19      | 77,4 millions  |
| 25   | Haoussa                | Chamito-sémitique                | 50,8 millions     | 23      | 26,3 millions  | 16      | 77,1 millions  |
| 26   | Arabe égyptien         | Chamito-sémitique                | -                 | -       | -              | -       | 74,8 millions  |
| 27   | Swahili                | Nigéro-congolaise                | 16,1 millions     | 38      | 55,4 millions  | 12      | 71,4 millions  |
| 28   | Javanais               | Austronésienne                   | -                 | -       | -              | -       | 68,3 millions  |
| 29   | Italien                | Indo-européenne                  | 64,8 millions     | 19      | 3,1 millions   | 31      | 67,9 millions  |
| 30   | Pendjabi occidental    | Indo-européenne                  | -                 | -       | -              | -       | 66,4 millions  |
| 31   | Kannada                | Dravidienne                      | 48,6 millions     | 25      | 15,4 millions  | 22      | 64,0 millions  |
| 32   | Goudjarati             | Indo-européenne                  | 57,0 millions     | 20      | 5,0 millions   | 29      | 62,0 millions  |
| 33   | Thaï                   | Taï-kadaï                        | 20,7 millions     | 36      | 40,0 millions  | 14      | 60,7 millions  |
| 34   | Amharique              | Chamito-sémitique                | 32,4 millions     | 34      | 25,1 millions  | 18      | 57,5 millions  |
| 35   | Bhodjpouri             | Indo-européenne                  | 52,3 millions     | 22      | 0,2 million    | 38      | 52,5 millions  |
| 36   | Pendjabi oriental      | Indo-européenne                  | 48,1 millions     | 26      | 3,6 millions   | 30      | 51,7 millions  |
| 37   | Minnan                 | Sino-tibétaine                   | 49,3 millions     | 24      | 0,4 million    | 35      | 49,7 millions  |
| 38   | Jinyu                  | Sino-tibétaine                   | -                 | -       | -              | -       | 47,1 millions  |
| 39   | Yoruba                 | Nigéro-congolaise                | 43,6 millions     | 29      | 2,0 millions   | 32      | 45,6 millions  |
| 40   | Hakka                  | Sino-tibétaine                   | 43,8 millions     | 27      | 0,2 million    | 37      | 44,1 millions  |
| 41   | Birman                 | Sino-tibétaine                   | 33,0 millions     | 33      | 10,0 millions  | 24      | 43,0 millions  |
| 42   | Arabe soudanais        | Chamito-sémitique                | 33,3 millions     | 32      | 9,0 millions   | 25      | 42,3 millions  |
| 43   | Polonais               | Indo-européenne                  | 40,0 millions     | 30      | 0,7 millions   | 33      | 40,6 millions  |
| 44   | Lingala                | Nigéro-congolaise                | 20,3 millions     | 37      | 20,0 millions  | 20      | 40,3 millions  |
| 45   | Arabe algérien         | Chamito-sémitique                | 34,7 millions     | 31      | 5,6 millions   | 28      | 40,3 millions  |

Il est toutefois possible de trouver des estimations très différentes, selon les sources, et la distinction des langues maternelle et seconde n'est pas toujours réalisée. Ainsi, le rapport annuel de l'Institut Cervantès de 2023 estime qu'il y avait alors 599,4 millions de locuteurs natifs de l'espagnol (soit 40 millions de plus que ce qu'avance Ethnologue pour la même année). Pareillement, le Centre d'étude et de réflexion sur le monde francophone estime à 536 millions le nombre de francophones au début de l'année 2022 (soit près du double de ce qu'estimait Ethnologue à la même époque). Ces données invitent à la prudence.

### Selon le siteThe World Factbookde la CIA
| Langue                 | Langue maternelle (L1) en 2018 | Rang L1 | Total L1+L2 en 2020 | Rang total (L1+L2) |
| ---------------------- | ------------------------------ | ------- | ------------------- | ------------------ |
| Anglais                | 5,1 %                          | 3       | 16,5 %              | 1                  |
| Mandarin               | 12,3 %                         | 1       | 14,6 %              | 2                  |
| Hindi                  | 3,5 %                          | 5       | 8,3 %               | 3                  |
| Espagnol               | 6 %                            | 2       | 7 %                 | 4                  |
| Français               | -                              | -       | 3,6 %               | 5                  |
| Arabe standard moderne | 5,1 %                          | 4       | 3,6 %               | 6                  |
| Bengali                | 3,3 %                          | 6       | 3,4 %               | 7                  |
| Russe                  | 2,1 %                          | 8       | 3,4 %               | 8                  |
| Portugais              | 3 %                            | 7       | 3,3 %               | 9                  |
| Indonésien             | -                              | -       | 2,6 %               | 10                 |